# Chris Morris
Christopher "Chris" Morris (Newquay, 24 de dezembro de 1963) é um ex-futebolista irlandês, que atuava como defensor.

## Carreira
Chris Morris integrou a histórica Seleção Irlandesa de Futebol da Copa do Mundo de 1990. 